# Future Shock (película)
Future Shock es una película estadounidense de ciencia ficción y terror de 1994, dirigida por Eric Parkinson, Matt Reeves y Oley Sassone, que a su vez la escribieron junto a Vivian Schilling y David DuBos, los protagonistas son Vivian Schilling, Martin Kove y Brion James, entre otros. El filme fue producido por Park Place Ent. y se estrenó el 19 de enero de 1994.

## Sinopsis
Un psiquiatra que usa la realidad virtual para investigar en las mentes de tres pacientes incautos, una mujer paranoica que está sola en su hogar, un sujeto tranquilo con un compañero de cuarto terrible y un individuo obsesionado con la muerte.